# Kyphosus sectatrix
Kyphosus sectatrix — вид окунеподібних риб з роду Kyphosus родини Kyphosidae. Інші назви «бермудський головень», «тихоокеанський барабанщик», «дзьобатий головень», «сірий барабанщик», «тихоокеанський головень», «білий голоняк».

## Опис
В середньому сягає 50—54 см, максимально — 76 см при вазі 6 кг. Голова невеличка, витягнута від ока до короткої морди, наче дзобата. Рот маленький, горизонтальний і відкривається спереду. Верхня щелепна кістка частково ковзає під кісткою під оком, коли рот закритий. Зуби нерухомі надрізні. Існує правильний ряд різців у формі закруглених кінчиків, розташованих близько один до одного в щелепах, основи яких розташовані горизонтально, створюючи щось на зразок кісткової пластинки з радіальними смужками всередині рота. Зябрових щілин — 26. Має еліптичне тіло, яке майже кругле при погляді збоку. Кленоїдні луски охоплюють більшу частину тіла, крім морди. Бічна лінія має 63–81 товсту і шорсткі лусочки, з яких 50–62 мають пори. Лучка також є між очима. Спинний плавець суцільний, бере свій початок досить далеко від задньої частини голови, складається з 11 шипів і 11–12 м'яких променів. Черевні плавці короткі. Анальний плавець складається з 3 шипів і 11 м'яких променів, передній профіль цього плавця кутовий. Хвостовий плавець роздвоєний, але несильно.
Зазвичай спина зеленувато-бронзового кольору, блідо-сірувате з боках, черево — сріблясте. Іноді зустрічаються особини яскраво-жовтого кольору, які часто мають плями або плями чорного кольору разом із ділянками більш блідо-жовтого або білуватого кольору. На тілі є невелички золоті горизонтальні лінії, на щоці під оком часто є біла або срібляста смуга, а під основою спинного плавця — вузька бліда смужка. Молоді особини сірі і мають білі або бліді плями на тілі та плавцях.

## Спосіб життя
Тримається невеличких рифів, скель, над водоросними рифами та в ложах морської трави, над піщаними та скелястими субстратами та рифовими площинами. Воліє до милини (1—10 м), рідше зустрічається на глибинах до 40 м. Утворює групи. Живиться переважно водоростями (зазвичай бурими), а також дрібними крабами та молюсками.

## Розповсюдження
Поширена в Атлантичному океані: від півдня Піренейського півострова (на сході) до Мексиканської затоки; від Канарських островів до о. Вознесіння, й від Бермудських островів до островів Триндаді-і-Мартін-Вас.
В Індійському океані: від Червоного моря до півдня Східної Африки, біля Мадагаскару, островів Реюньйон, Маврикій, уздовж Південної Азії.
В Тихому океані: від півдня Японії до Коралового моря та півночі Нової Зеландії та островів Кермадек; вздовж східного узбережжя Австралії від острова Херон, Квінсленду до Нового Південного Уельсу та в Тасмановому морі від островів Норфолк та Лорд-Гав, зустрічається біля Гавайських островів.